# Первопесьяново
Первопесьяново — село в Ишимском районе Тюменской области России. Входит в состав Первопесьяновского сельского поселения.

## История
До 1917 года входило в состав Безруковской волости Ишимского уезда Тюменской губернии. По данным на 1926 год село Песьяново состояло из 200 хозяйств. В административном отношении являлось центром Песьяновского сельсовета Жиляковского района Ишимского округа Уральской области.

## Население
| 2010 |
| ---- |
| 267  |

По данным переписи 1926 года в селе проживало 1013 человек (523 мужчины и 490 женщин), в том числе: русские составляли 98 % населения.
Согласно результатам переписи 2002 года, в национальной структуре населения русские составляли 89 % из 319 чел.